# Naciria
Naciria là một đô thị thuộc tỉnh Boumerdès, Algérie. Dân số thời điểm năm 2002 là 21.272 người.